# All of Me (serie de televisión)
All of Me es una serie de televisión filipina transmitida por ABS-CBN desde el 31 de agosto de 2015 hasta el 29 de enero de 2016. Está protagonizada por JM de Guzman, Albert Martínez y Yen Santos.

## Elenco

### Elenco principal
- JM de Guzman como Manuel Figueras (adolescente) / Edong.
- Yen Santos como Lena Figueras.
- Arron Villaflor como Henry Nieves.

### Elenco secundario
- Arron Villaflor como Dr. Henry Nieves.
- Dentrix Ponce como Ivan Figueras / young Manuel Figueras.
- Sue Ramírez como Kristel Sebastian.
- Yam Concepcion como Bianca Rellosa-Nieves.
- Ana Capri como Bebeng Dimaculangan.
- Neri Naig-Miranda como Princess Dimaculangan.
- Akira Morishita como Ringgo Dimaculangan.
- Micah Muñoz como Nonoy.
- Jordan Herrera como Ricardo "Carding" Sebastian.
- Barbie Imperial como Apple de Asis.
- Josef Elizalde como Lawrence.

### Elenco invitados
- Rayver Cruz como Marlon Santos.
- John Manalo como Carlo Manalo.
- Devon Seron como Rachel Manalo.
- Susan Africa como Maria "Lola Aya".
- Perla Bautista como Estrella.
- Lorenzo Mara como Dr. Raul Zaragoza.
- Lui Villaluz como Martin de Asis.
- Bing Davao como Anselmo Dimaculangan.
- Marco Alcaraz como Daniel.
- Paolo Serrano como Marvin.
- Junjun Quintana como Dennis.
- Jeric Raval como el tío de Henry.
- Allan Paule
- Arvin Arellano
- Isaac Reodica
- Kamille Filoteo
- Kyle Secades
- Gee Canlas
- Francis Lim
- China Roces
- Joseph Bitangcol
- Lander Vera Pérez
- JM Andres

### Participaciones especiales
- MJ Lastimosa como guarda de caza / Diwata Mizuchi / Salvación.
- Angel Aquino como Rosita Figueras.
- Ina Raymundo como Dianna Figueras.
- Jaime Fabregas como Dr. Vicente Ávila
- Patrick García como Vicente Ávila (joven).
- Precious Lara Quigaman como la madre de Vicente.
- Bugoy Cariño como Henry Nieves (joven).